# Johannes Leertouwer
Johannes Leertouwer (Groningen, 1959) is een Nederlands violist en dirigent.

## Opleiding
Leertouwer, zoon van de Leidse hoogleraar Lammert Leertouwer, studeerde viool bij Bouw Lemkes aan het Conservatorium van Amsterdam. In 1983 won hij de tweede prijs tijdens het Nationaal Vioolconcours Oskar Back, waarmee hij in staat werd gesteld verder te studeren bij Josef Suk in Wenen en Praag. Daarna ging hij zich toeleggen op de authentieke uitvoeringspraktijk. Orkestdirectie studeerde hij bij David Porcelijn en Jorma Panula.

## Violist
Leertouwer was concertmeester bij onder andere Anima Eterna onder leiding van  Jos Van Immerseel en het orkest van de Nederlandse Bachvereniging. Hij was ook solist bij deze orkesten en tevens bij het Nederlands Kamerorkest en het symfonieorkest van Osaka. 
Kamermuziek maakt hij met onder anderen Menno van Delft (klavecimbel) en Julian Reynolds (fortepiano). Met hen maakte hij cd-opnamen met werken van Bach, Mozart, Beethoven, Schubert en Schumann. Verder speelt hij sinds de oprichting in 1987 in het Ensemble Schönbrunn, waarmee hij speelt in Nederland en daarbuiten en ook cd's opnam.  Met zijn eigen ensemble La Borea Amsterdam nam hij in 2006 (Mozartjaar) alle vioolconcerten van Mozart op, waarbij hij als solist ook het ensemble leidde. Leertouwer is vanaf 1989 hoofdvakdocent viool aan het Conservatorium van Amsterdam. Verder geeft hij masterclasses in Europa en daarbuiten. 
Leertouwer bespeelt een viool van de gebroeders Amati (Cremona, 1619).

## Dirigent
Leertouwer is gastdirigent bij onder andere het Noord Nederlands Orkest en het koor en orkest van de Nederlandse Bach Vereniging. In 2009 dirigeerde hij voor het eerst het Residentie Orkest. Sinds 2009 is hij dirigent van het toen opgerichte orkest Nieuwe Philharmonie Utrecht. Verder leidde hij orkesten in België, Frankrijk, Japan (symfonieorkest van Osaka) en Mexico. Hij was dirigent van het Nederlands Jeugd Strijkorkest van 1998 tot 2006 en dirigent van het Nederlands Studenten Kamerorkest in 2010. Hij leidde ook orkestprojecten aan conservatoria in Parijs, Antwerpen, Leipzig en Amsterdam.
Als dirigent is hij beïnvloed door dirigenten met wie hij zelf werkte, als Claudio Abbado, Leonard Bernstein, Riccardo Chailly, Antal Doráti, Bernard Haitink en Nikolaus Harnoncourt. Zijn speciale aandachtsgebieden zijn de Weense klassieken, het coachen van strijkorkesten en het werken met zangers.
Leertouwer heeft een breed repertoire. Hj leidde onder andere de vijfde symfonie van Sibelius, de Symphonie fantastique van Berlioz en de Matthäus-Passion van Bach, naast nieuw werk van Patricio Wang, Maurice Horsthuis en Frank Agsteribbe.